# Aigrettes de diffraction

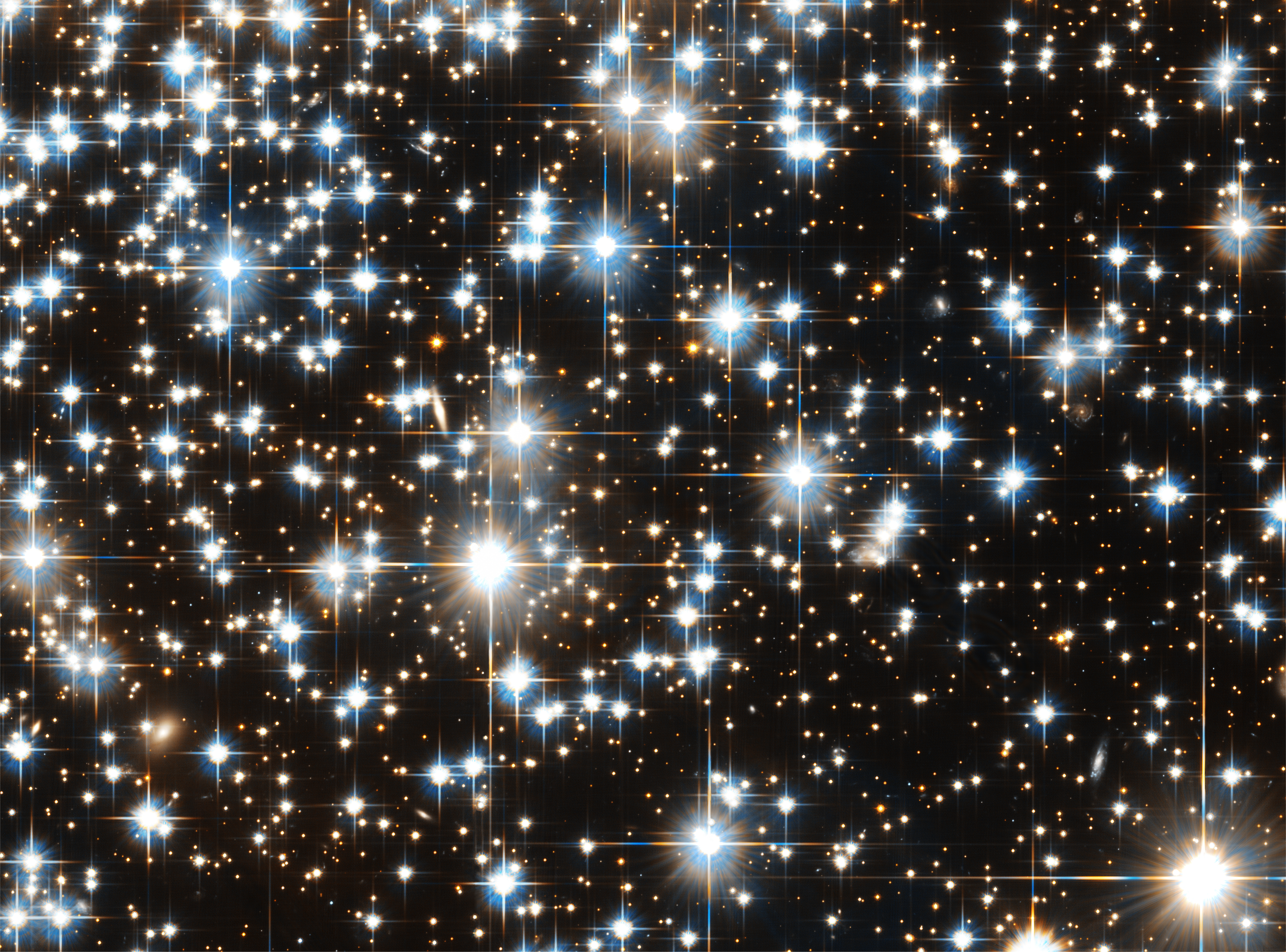
Aigrettes de diffraction sur une image prise par le télescope spatial Hubble.

En astrophotographie, les aigrettes de diffraction sont des lignes en forme de croix qui apparaissent sur les images de sources très lumineuses observées à l'aide de télescopes. Ce sont des artefacts causés par la diffraction de la lumière sur la structure supportant le miroir secondaire,.

## Généralités

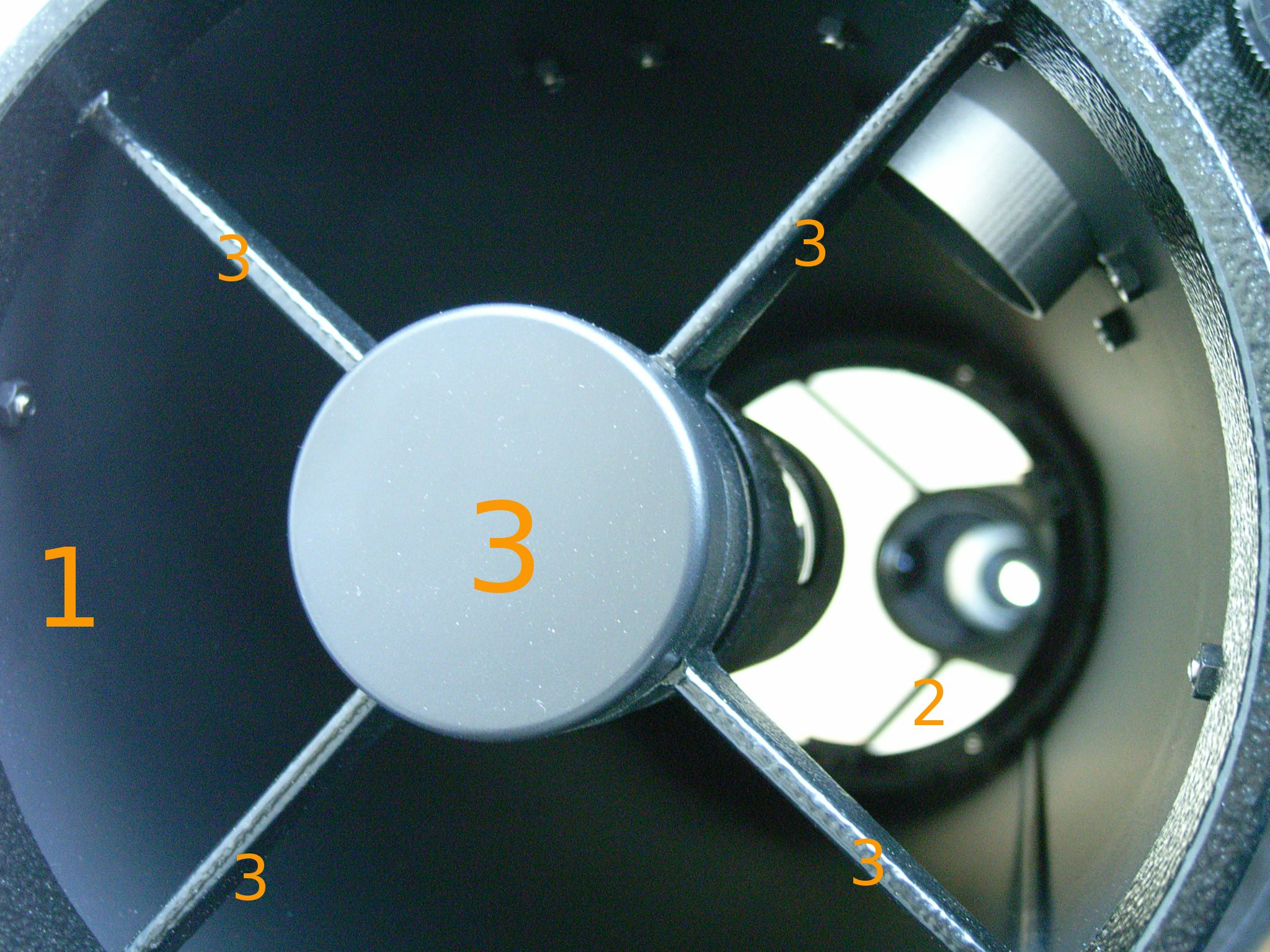
Optique d'un télescope de Newton :
1-Tube du télescope ;
2-Miroir primaire ;
3-Miroir secondaire et tiges support, cause des aigrettes de diffraction.

Pour la très grande majorité des télescopes, le miroir secondaire doit être positionné sur l'axe optique passant en son centre. Pour ce faire, il doit être rattaché au tube par un support quelconque. Cela engendre de la diffraction de la lumière et ce, quelle que soit la finesse des tiges de support, sauf si elles étaient aussi fines qu'un quart de la longueur d'onde la plus petite observée par le télescope ou plus fines encore. Cette diffraction prend la forme d'aigrettes résultant de la transformée de Fourier de ces tiges,.
Certains télescopes, conçus pour éviter ces aigrettes, placent le miroir secondaire en dehors de l'axe. Les premiers modèles de ce genre, de type Herschel (en) ou Schiefspiegler (en), présentaient de grands défauts d'astigmatisme et de longueur focale. Par la suite, la conception de type brachymedial, créée par Ludwig Schupmann, a permis de corriger les aberrations chromatiques en utilisant une combinaison de miroirs et de lentilles.

## Lunettes astronomiques
Les images prises à l'aide de lunettes astronomiques ne présentent pas d'aigrettes de diffraction. Cependant, certains astronomes amateurs apprécient leur effet sur les étoiles très lumineuses, un effet « Étoile de Bethléem ». En conséquence, ils modifient leur lunette pour obtenir ce résultat, notamment en plaçant de minces fils sur la surface de la première lentille.